# Holma, Kimitoön
Holma är en ö i Finland.   Den ligger i kommunen Kimitoön i landskapet Egentliga Finland, i den södra delen av landet, 150 km väster om huvudstaden Helsingfors. Arean är 4,0 kvadratkilometer.
Ön är belägen i före detta kommunen Hitis. På ön ligger byn Holma.
Terrängen på Holma är mycket platt. Öns högsta punkt är 30 meter över havet. Den sträcker sig 2,5 kilometer i nord-sydlig riktning, och 3,2 kilometer i öst-västlig riktning.